# 물재 안의 묘
물재 안의 묘(勿齋 安義 墓)는 대한민국 전북특별자치도 정읍시 옹동면 비봉리 산2번지에 있는 묘소이다. 2020년 11월 27일 정읍시의 향토문화유산 제20호로 지정되었다.

## 개요
안의(安義, 1529~1596)는 조선 중기 의사(義士)로, 본관은 탐진(耽津), 자는 의숙(宜叔), 호는 물재(勿齋)이다. 태인현 동촌면(현 정읍시 옹동면 매정리 척천마을)에서 태어나, 이항(李恒, 1499~1576)의 문하에서 공부했다. 
1592년(선조 25) 임진왜란 때 의곡계운장(義穀繼運將)이 되어 군량 300석, 목화 1,000근, 종이 등을 모으고, 스스로 쌀과 포목을 내어 절반은 임금의 피난처인 의주 행재소에, 절반은 의병장 민여운(閔汝雲, ?~1593)의 진중에 보냈다. 손홍록(孫弘祿)과 함께 전주 경기전(慶基殿)의 태조 영정과 사고(史庫)에 있던 왕조실록을 내장산의 용굴로 옮겨 지켰으며, 이때의 기록을 수직일기(守直日記)로 남기기도 하였다. 안의와 손홍록은 실록을 정읍 내장산에서 충청도 아산으로 옮길 때에도 식량과 말을 마련하여 동행했다. 1595년(선조 28) 실록은 다시 강화도로 옮겨졌으며, 이듬해에 태조어진도 강화도로 옮기게 되었다. 
안의는 이 때 병을 얻어 집으로 돌아와 생을 마치게 되었는데, 사후 선교랑활인서별제(宣敎郎活人署別提)에 제수되어, 정읍시 칠보면 시산리 844번지에 있는 남천사(南川祠, 전라북도 문화재자료 제154호)에 배향(配享)되었다.